# ブルキナファソ軍
ブルキナファソ軍（フランス語: Forces armées du Burkina Faso）は、ブルキナファソの軍事組織。
陸軍、空軍、国家憲兵隊、人民民兵の4つの部門を有する。

## 歴史
1966年、軍事クーデターにより、オートボルタ共和国の初代大統領モーリス・ヤメオゴが失脚し、憲法が停止し、議会が解散され、陸軍将校のサングレ・ラミザナ中佐が大統領に就任した。1970年6月14日、ボルタ人は新憲法を制定し、完全な民政への移行期間を4年間と定めた。 ラミザナは1970年代に、軍政権もしくは軍民連立政権の大統領として政権を維持した。 1970年憲法をめぐる対立の後、1977年に新憲法が制定・承認され、ラミザナは1978年の公開選挙で再選した。
ラミザナ政権は伝統的に強力な労働組合との問題に直面し、1980年11月25日、セイェ・ゼルボ大佐が無血クーデターでラミザナ大統領を打倒した。 ゼルボ大佐は国家再建軍事委員会(CMRPN)を政府の最高機関として設立し、1977年に制定した憲法を廃止した。
ゼルボ大佐も労働組合からの抵抗に遭い、2年後の1982年11月7日にジャン＝バティスト・ウエドラオゴ少佐と人民救国会議（CSP）によって打倒された。CSPは引き続き政党や組織を禁止したが、文民統治への移行と新憲法の制定を約束した。
1983年1月に首相に任命されたトーマス・サンカラ大尉率いる過激派とCSP穏健派の間で派閥争いが勃発した。内部の政治闘争とサンカラの左翼的言辞により、ウエドラオゴは逮捕され、ブレーズ・コンパオレ大尉指揮の下、釈放に向けた取り組みが続いた。この釈放に向けた取り組みの結果、1983年8月4日に再び軍事クーデターが発生。コンパオレは1987年のクーデターで権力を握り、サンカラは殺害された。
2011年2月15日、ワガドゥグーで住宅手当の未払いをめぐって兵士らが反乱を起こした。2011年4月18日、ポとタンコドゴでのデモの後、反乱がカヤに広がったと報じられた。2011年4月29日、軍はコンパオレが軍の住宅、衣服、食糧手当を改善すると約束したことで反乱は終結すると発表したが、その後、兵士らによる抗議があった。
2015年9月16日、大統領護衛連隊隊員によるクーデターが発生した後、陸軍部隊がクーデターに反対するためにワガドゥグーに向かって進軍し、その結果、2015年9月23日にブルキナファソの暫定政府（2014年ブルキナファソ反政府運動後に任命された）が復活した。
2022年1月24日のクーデター未遂事件では、反乱を起こした兵士らが戦闘後にロチ・カボレ大統領を逮捕した。
2023年4月20日、急速介入旅団第3大隊はカルマの虐殺を行い、女性や子供を含む60人から156人の市民を逮捕し、処刑した。

## 地上部隊

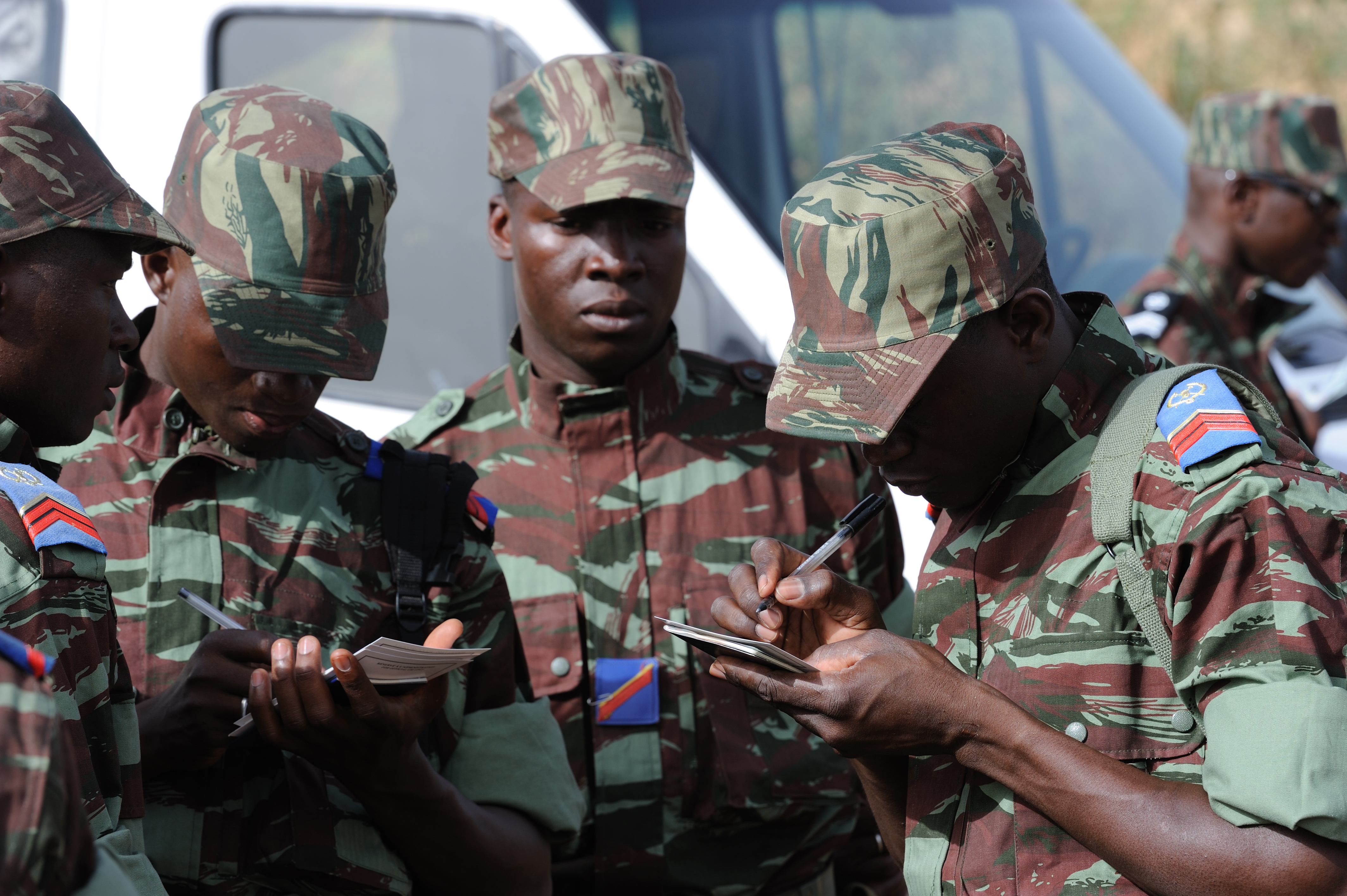
マリでの演習に派遣されるブルキナファソの兵士たち（2010年）

ブルキナファソ陸軍（L'Armée de TerreまたはLAT-地上軍）は、約5,800〜6,000人の将校と男性兵士からなる簡素な部隊構造であり、約45,000人の男女からなる徴兵部隊や人民民兵によって増強されている。 警察や治安部隊とは異なり、陸軍と人民民兵は、ソ連／中国をモデルに組織されている。 陸軍は軽装輪装甲車を装備しており、大砲を搭載しているものもある。
国際戦略研究所は2011年から2012年にかけて、ブルキナファソは3つの軍管区に6,400人の陸軍、1個戦車大隊（2個戦車小隊）、人員不足の可能性がある5個歩兵連隊、および空挺連隊がいると推定している。砲兵大隊と工兵大隊も記載されている。
2000年代より、米国はブルキナファソの地上部隊に軍事支援と訓練を行い始めた。 ダルフールでの平和支援活動のために、750人規模の3個大隊を訓練した。 最近の国連査察で、米国防総省の評価チームは、ブルキナファソのラフィ大隊がスーダンへの派遣に適していると判断した。 米国防総省はわずかな国際軍事教育訓練（IMET）予算を使って、米大使館はLAT軍事基地に英語コースを開設し、LAT将校を米国での将校基礎訓練コースに参加させた。ブルキナファソ政府はまた、対テロ戦術や人道支援に関する米国の追加訓練支援を受け入れた。 ブルキナファソはサハラ砂漠横断テロ対策パートナーシップ（TSCTP）に最初期から参加した。
2016年から続く、さまざまなジハード主義勢力による攻撃により、3年間陸軍参謀総長を務めたサドゥ・ウマルーが、2019年1月6日にモイーズ・ミノングー将軍に交代した。

## 空軍

### 航空機

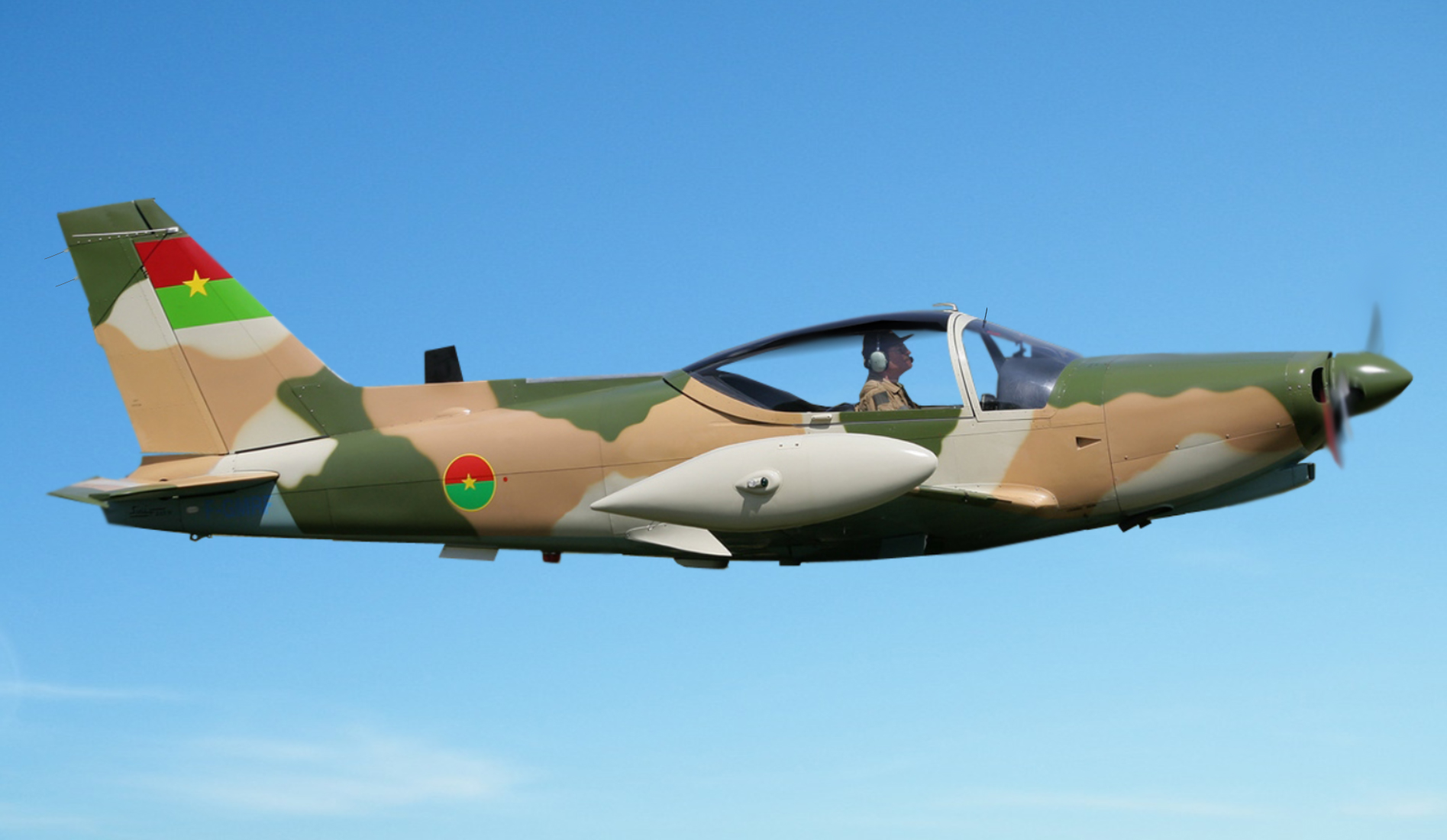
ブルキナファソ空軍所属のSF260C

| 航空機                    | 開発国       | 種別       | 派生型   | 運用中の機体数 | 備考               |        |
| 戦闘機                    | 戦闘機       | 戦闘機     | 戦闘機   | 戦闘機         | 戦闘機             | 戦闘機 |
| ------------------------- | ------------ | ---------- | -------- | -------------- | ------------------ | ------ |
| エンブラエル EMB-314      | ブラジル     | 軽攻撃機   |          | 3              |                    |        |
| 偵察機                    |              |            |          |                |                    |        |
| ダイヤモンドDA42          | オーストリア | 哨戒機     |          | 1              |                    |        |
| 輸送機                    |              |            |          |                |                    |        |
| ビートクラフト キングエア | アメリカ     | 輸送機     | 200      | 1              |                    |        |
| EADS CASA C-295           | スペイン     | 輸送機     |          | 1              |                    |        |
| ヘリコプター              |              |            |          |                |                    |        |
| Mi-17                     | ロシア       | 多目的機   | Mi-8/171 | 3              | 2 発注中           |        |
| Mi-24                     | ロシア       | 攻撃機     |          | 2              |                    |        |
| UH-1                      | アメリカ     | 多目的機   | UH-1H    | 1              | 台湾から寄贈された |        |
| ユーロコプター AS350      | フランス     | 多目的機   |          | 4              |                    |        |
| 練習機                    |              |            |          |                |                    |        |
| ハンバート・テトラス      | フランス     | 練習機     |          | 8              | 監視も行う         |        |
| アエルマッキ SF-260       | イタリア     | 初等練習機 |          | 4              |                    |        |
| 無人航空機                |              |            |          |                |                    |        |
| バイラクタル TB2          | トルコ       | UCAV       |          | 5              | [ 19 ]             |        |
| バイラクタル アキンチ     | トルコ       | UCAV       |          | 2              |                    |        |